# ダンク・ブラザース/脱線ファンにご用心
『ダンク・ブラザース/脱線ファンにご用心』（だっせんファンにごようじん、Celtic Pride）は、1996年のアメリカ合衆国のスポーツコメディ映画。デイモン・ウェイアンズ、ダニエル・スターン、ダン・エイクロイド出演。『タンク・ブラザース/脱線ファンに御用心』と表記されることもあるが、VHSパッケージには『ダンク・ブラザース/脱線ファンにご用心』と表記されている。

## ストーリー
ホームグラウンドのスタジアムが解体される危機に迫られている「ボストン・セルティックス」の熱狂的なファンである、妻のキャロルと離婚されそうな体育教師マイク・オハラと配管工のジミー・フラハーティは、セルティックスのライバルチーム「ユタ・ジャズ」所属のスター選手でチームプレイを行わないルイス・スコットを目の敵にしていた。そして今度こそセルティックスが勝利すると思われたが、結局いつもどおりルイスが活躍してユタ・ジャズが勝者となる。マイクとジミーは、ルイスがいるとセルティックスが勝てず、このままではスタジアムがなくなってしまうと危機感を抱き、酒に酔った勢いでクラブにいたルイスを誘拐してしまう。翌日正気に戻った2人は、酔って寝ているルイスを家の外に放り出そうとするが、その前に彼が目を覚まし、2人が誘拐したことに気づいてしまう。後に引けなくなったマイクとジミーは、どうせ逮捕されるならセルティックスに貢献したいと、試合終了までルイスを監禁することにした。
監禁していたルイスから、このような形で勝利しても何も残らないと忠告されるが、マイクたちは断固として彼を解放しなかったため、ルイスは試合前の練習に出れずにいた。しかし大家のニックがジミーに家賃を請求しに来たとき、その隙を突いたルイスが部屋から逃げ出しそれを2人は追いかける。町の人間はユタ・ジャズを毛嫌いしていたため、ルイスはあっけなくマイクたちに捕まってしまう。2人に対して挑発したルイスは、バスケットボールで勝負しマイクたちに勝ち、そして彼らに警察に通報しない条件として、ユタ・ジャズのゼッケンを着て自分を応援するよう要求し、試合会場に向かう。すでに試合はルイス不在のまま7戦目に突入しており、セルティックスは劣勢に立たされていたが、そこにルイスが現れ逆転を狙う。マイクとジミーも応援席に着き、セルティックスファンたちからブーイングを受けながらも、ユタ・ジャズの紫色のゼッケンを着てルイスを応援する。

## キャスト
| 役名                   | 俳優                         | 日本語吹替 |
| ---------------------- | ---------------------------- | ---------- |
| ルイス・スコット       | デイモン・ウェイアンズ       | 江原正士   |
| マイク・オハラ         | ダニエル・スターン           | 安原義人   |
| ジミー・フラハーティ   | ダン・エイクロイド           | 玄田哲章   |
| キャロル・オハラ       | ゲイル・オグレイディ         | 土井美加   |
| キンボールコーチ       | クリストファー・マクドナルド | 金尾哲夫   |
| ケヴィン・オグレイディ | ポール・ギルフォイル         | 岩田安生   |
| トミー・オハラ         | アダム・ヘンダーショット     | 中崎達也   |
| テッド・ヘニソン       | スコット・ローレンス         | 坂東尚樹   |
| 本人                   | ディオン・サンダース         | 成田剣     |
| 本人                   | ビル・ウォルトン             | 有本欽隆   |
| デリック・レイク       | ガス・ウィリアムズ           | 中博史     |
| トニー・シェパード     | テッド・ルーニー             | 幹本雄之   |
| ラーチ                 | ウラジーミル・チューク       | 成田剣     |
| テリー・カービー       | キース・ギブス               | 中田和宏   |
| ジョシュ               | コルトン・ルッソ             | 鈴木麻央   |
| ターナー               | ビル・マクドナルド           | 小関一     |
| ターナー夫人           | ベル・マクドナルド           | 好村俊子   |
| クリス・マッカーシー   | ダレル・ハモンド             | 大川透     |
| ニック                 | スティーヴ・スウィーニー     | 幹本雄之   |
| 本人                   | ラリー・バード               | 有本欽隆   |
| 車盗難被害者           | ジェフリー・ロス             | 立木文彦   |
| おばあちゃん           | メアリー・クラッグ           | 定岡小百合 |
| 本人                   | マーヴ・アルバート           | 伊藤和晃   |
| 本人                   | ボブ・クージー               | 小島敏彦   |
| スージー               | コニー・ペリー               | 吉田美保   |
| ビッグ・ジム・フルトン | カート・フリスク             | 田口昂     |

## スタッフ
- 監督：トム・デ・セルチオ
- 脚本：ジャド・アパトー
- 原案：ジャド・アパトー、コリン・クイン
- 製作：ロジャー・バーンボーム
- 製作総指揮：ジャド・アパトー、ジョナサン・グリックマン、チャールズ・J・D・シュリッセル
- 撮影監督：オリヴァー・ウッド
- プロダクションデザイナー：スティーヴン・マーシュ
- 編集：ヒューバート・デ・ラ・ブーユーリー
- 衣裳デザイン：メアリー・クレア・ハンナン
- 音楽：ベイジル・ポールドゥリス
- 吹替翻訳：瀬谷玲子
- 吹替翻訳監修：松崎広幸
- 吹替演出：向山宏志
- 吹替録音・調整：金谷和美
- 吹替製作監修：岡本企美子
- 吹替録音製作：ACクリエイト
- 吹替製作：DISNEY CHARACTER VOICES INTERNATIONAL,INC.